# Voyage autour d'une étoile
Voyage autour d'une étoile és una pel·lícula francesa, aleshores italiana dirigida per Gaston Velle i estrenada el 1906.

## Sinopsi
Un vell astrònom de cabell blanc s'ha passat la vida estudiant les estrelles. Un en particular el fascina, però es desespera de no poder inventar una màquina capaç de travessar l'espai i portar-hi. Decebut, el seu servent intenta canviar d'opinió inflant unes quantes bombolles de sabó. És el clic. Amb una gran quantitat de detergent, el nostre científic i el seu criat fan una bombolla gegantina en la qual s'asseu el vell. Finalment, el porta a la seva estrella, on és ben rebut per la seva reina i els seus ballarins. Però Júpiter, gelós, envia immediatament l'antic professor de nou a l'espai, que cau de nou a la Terra empalant-se en un parallamps.

## Fitxa tècnica
- Director : Gaston Velle
- Productora : Pathé, Cines
- Durada : 6 minuts

## Música
L'any 2001, Baudime Jam va compondre una partitura original per a l'acompanyament en directe d'aquest curtmetratge.
Va ser creat pel Quatuor Prima Vista.

## Al voltant de la pel·lícula
Primera fet per a Pathé, a Vincennes, Gaston Velle, enviat a Roma a Società Italiana Cines, va fer una altra còpia.